# کلمت گلن (کالیفرنیا)
کلمت گلن (به انگلیسی: Klamath Glen) یک منطقهٔ مسکونی در ایالات متحده آمریکا است که در شهرستان دل نورت، کالیفرنیا واقع شده‌است. کلمت گلن ۱۴ متر بالاتر از سطح دریا واقع شده‌است.